# 長體盤鮈
长体盤鮈（学名：Discogobio elongatus）为輻鰭魚綱鯉形目鲤科盤鮈屬的鱼类。在中国，分布于北盤江上游等。该物种的模式产地在云南宣威县杨柳，體長可達9.8公分。

## 扩展阅读
維基物種上的相關：长体盤鮈